# Brindis a Manolete
Brindis a Manolete es una película española de 1948 dirigida por Florián Rey.

## Argumento
Un joven aspirante a torero llamado Rafael se enamora de la hija de una ganadera llamada Rosario (Paquita Rico). 

## Comentarios
La película se realizó un año después de la muerte del torero. El actor Pedro Ortega interpretó al diestro debido a su gran parecido físico. En la película aparecen escenas documentales de la actuación en México del torero, estas son distinguibles porque en dicho país la vuelta al ruedo en sentido contrario a las agujas del reloj, siendo al contrario que en los países europeos. Con esta película se dio a conocer por el gran público la actriz Paquita Rico.
La película fue producida por la compañía Hércules films quien por aquel entonces en un momento cercano al cierre de la empresa, además contó con la participación de Miguel García Rico viejo conocido de Adolfo Aranzana, dueño de la productora antes mencionada.
La película acabó convirtiéndose en un fracaso en taquilla.
60 años más tarde, Adrien Brody junto a Penélope Cruz serán la pareja protagonista en la película Manolete.